# 高槻市立阿武山図書館
高槻市立阿武山図書館（たかつきしりつあぶやまとしょかん）は、大阪府高槻市奈佐原2丁目11-12にある図書館。

## 概要
2004年、UR都市機構阿武山団地内に公民館との複合施設として開設された。大きな道に面しておらず、ホームセンターやディスカウントストア、レストランがある商業区域の裏手に位置する。一般用の駐車場はないが、福祉車両の駐車スペースが存在する。周辺をマンションや住宅地に囲まれ、高槻市立阿武山小学校、高槻市立阿武山中学校、大阪薬科大学が同じ団地内にあり、校区が隣接する高槻市立阿武野中学校からも非常に近い距離にある。阿武山団地を含む高槻西地区は人口増加率が高く、住人の平均年齢も高槻市で最も低い地域であり、児童書の利用が多く見られ、貸出冊数も急増している。

## サービス

### 開館時間
- 月･水･金 10:00～19:00
- 木･土･日･祝日 10:00～17:30

### 休館日
- 火曜、第2木曜、年末年始、特別整理期間

## 立地
- 大阪府高槻市奈佐原町二丁目11-12
  - 高槻市営バス公団阿武山バス停徒歩5分